# Karl Schultz
Karl Schultz, född den 6 november 1937 i Bad Schwartau i Tyskland, är en västtysk ryttare.
Han tog OS-brons i lagtävlingen i fälttävlan i samband med de olympiska ridsporttävlingarna 1972 i München.